# Мая Іварссон
Мая Іварссон (швед. Maja Ivarsson; народ. 2 жовтня 1979, Охус, лен Крістіанстад (зараз у лені Сконе)) — шведська співачка, авторка пісень, гітаристка та каратистка. Солістка шведського гурту нової хвилі The Sounds.

## Кар'єра
Грає на електрогітарі (з 14 років) й пише слова до музики.
Однією зі знаменних подій у кар'єрі Іварссон стала участь у записі синглу Cobra Starship, а також відеокліпу «Snakes on a Plane (Bring It)» до фільму Snakes on a Plane (2006). Фільм був широко розрекламований і зробив Іварссон та її гурт дуже популярними, особливо в США.
Гурт приділяє багато часу турам, враховуючи тури по США. Їхній перший тур відбувся незабаром після випуску дебютного альбому Living in America. На початку свого творчого шляху гурт виступав переважно в так званому «південному фінському трикутнику» (Турку, Тампере і Гельсінкі), але восени 2006 року їхній тур зачепив й інші, в тому числі прибережні міста.
Кореспондент із вебсайту Afterellen.com охарактеризував Маю Іварссон як бісексуалку, і вона не стала перечити його словам, що описували її як «членкиню квір спільноти». Вона підтвердила свою сексуальну орієнтацію пізніше, в інтерв'ю 6 листопада 2007.
Журналом «Blender Magazine» Мая Іварссон увійшла до списку «Найгарячіших жінок… року».

## Альбоми
- Living In America — виданий 11 листопада 2002.
- Dying To Say This To You — виданий 21 березня 2006.
- Crossing The Rubicon — виданий 2 червня 2009.